# 畑中万里江
畑中 万里江（はたなか まりえ、8月24日 - ）は、日本の女性声優。愛知県出身。アーツビジョン所属。

## 来歴
日本ナレーション演技研究所卒業。

## 人物
方言は名古屋弁。趣味・特技はバレーボール、絵を描くこと、書道。

## 出演
太字はメインキャラクター。

### テレビアニメ
2014年
- 名探偵コナン（2014年 - 2019年、女性アナウンス、朱美、熊堂一馬、女性店員、工藤フリーク 他）

2015年
- うたの☆プリンスさまっ♪ マジLOVEレボリューションズ（通行人）
- 俺物語!!（アユ）
- 新あたしンち（2015年 - 2016年、女子高生A、女子A）
- デス・パレード（ちさと〈幼少〉）
- ドラえもん（テレビ朝日版第2期）（2015年 - 2023年、女子、クラスメイトB、女子②、クラスメイト④、ヤツオ〈幼少〉 他）
- ゆるゆり さん☆ハイ!（ヨシコ）

2016年
- クレヨンしんちゃん（おねいさんB）
- 競女!!!!!!!!（生徒）
- 霊剣山 シリーズ（2016年 - 2017年、瑠璃仙、女性） - 2シリーズ

2017年
- 神撃のバハムート VIRGIN SOUL（竜族の女子）
- アニメガタリズ（女子生徒）

2018年
- パズドラ（お姉さん）

2019年
- あんさんぶるスターズ!（観客）

2023年
- 異世界のんびり農家（ジュネア）

### 劇場アニメ
- ねらわれた学園（2012年）
- 映画ドラえもん のび太の地球交響楽（2024年、クラスメイト）

### Webアニメ
- アニメで分かる心療内科（2015年、女子学生、女B、受付A）
- ニンジャラ 瞳の秘密（2020年、友達A）

### ゲーム
2013年
- わグルま!（アラネア）
- ゆるロボvsわるロボ（ねじ子）

2014年
- ヴィーナスダンジョン（司馬遷、李元霸、包拯）
- コアマスターズ（ナデージュダ）

2015年
- 激突!ブレイク学園（知多ニウム、紫衣路ニモ）
- 姫王と最後の騎士団
- 封印勇者！マイン島と空の迷宮（ルーレ、トットーレ）
- ロイヤルフラッシュヒーローズ（シシリア・マシューズ）

2016年
- アルテイルクロニクル（キリュウ）
- 陰陽おとぎソール（ベルフェゴール）

2017年
- サマーレッスン: 新城ちさと 七曜のエチュード（新城ちさと）
- 天華百剣 -斬-（今剣）
- グランドサマナーズ（古代機姫ラプレ、減壊機神ラプレ）

2019年
- ノラと皇女と野良猫ハート2（ノエル・ザ・ネクストシーズン）

### ドラマCD
- 音恐怪話かごめ（アサミ）

### BLCD
- 年下彼氏の恋愛管理癖 2（峰雄の妹）
- ファーストリップ（サヤ）

### 吹き替え

#### 映画
- アナザー（アニタ）
- 戦場のメロディ

#### テレビドラマ
- ヴァイキング 〜海の覇者たち〜（ヴィトゼルク 他）
- クローザー
- 高い城の男4（エイミー[15]）
- プリーチャー
- MACGYVER/マクガイバー

#### アニメ
- ぼくらのスーパーヒーロー・パンツマン（ドレッシー）

### デジタルコミック
- VOMIC ハイキュー!!

## ディスコグラフィ

### キャラクターソング
| 発売日        | 商品名                                                    | 歌                                                                               | 楽曲                             | 備考                           |
| ------------- | --------------------------------------------------------- | -------------------------------------------------------------------------------- | -------------------------------- | ------------------------------ |
| 2018年7月18日 | ドラマ&ミュージックアルバム サマーレッスン 〜未来はいま〜 | 新城ちさと（畑中万里江）                                                         | 「いつか虹を追いかけて」         | ゲーム『サマーレッスン』関連曲 |
| 2018年7月18日 | ドラマ&ミュージックアルバム サマーレッスン 〜未来はいま〜 | 宮本ひかり（田毎なつみ）、アリソン・スノウ（阿部里果）、新城ちさと（畑中万里江） | 「未来はいま」                   | ゲーム『サマーレッスン』関連曲 |
| 2019年4月17日 | 百華繚乱                                                  | 今剣（畑中万里江）、古今伝授の太刀（朝日奈丸佳）、北谷菜切（下地紫野）           | 「北風と、そよぐ、恋浪漫。」     | ゲーム『天華百剣 -斬-』関連曲  |
| 2021年7月21日 | 百華繚乱 参                                               | 今剣（畑中万里江）、千子村正（前田佳織里）、三ツ鱗紋兼若（南早紀）               | 「Naughty night, Magical night」 | ゲーム『天華百剣 -斬-』関連曲  |